# Nemagia
Nemagia — канал на YouTube, який ведуть два відеоблогера — Олексій Псковитин і Михайло Печерський.
Канал був створений в 2009 році блогерами з Кемерова, і спочатку був присвяченим фокусам і їхнім викриттям. З 2013 року тематика каналу була переорієнтована на сатиричні огляди. Спочатку на каналі розглядались фільми і скетчі, пізніше створювалися огляди на актуальні теми в медійній сфері.

## Біографія учасників
Олексій Ігорович Псковитин народився 9 жовтня 1991 року. Закінчив Кемеровську музичну школу № 2, після чого поступив вчитися на слюсаря. Працював шахтарем.
Михайло Андрійович Печерський народився 13 березня 1985 року. Закінчив школу № 1 в 2002 році, після чого поступив в Омський державний аграрний університет імені П. А. Столипіна на факультет ветеринарії, котрий закінчив в 2007 році.

## Суть проекта
Спочатку суть проекту полягала у створенні роликів з фокусами та їх секретів. Ця ідея проіснувала 2 роки.
Потім став носити розважальний характер. І стали працювати в основному на відеохостингу YouTube. Були огляди на вірусні відео, іронічні рецензії на фільми, скетчі, авторські ролики, пародії на різні події.

## Рубрики
У своєму відеоблозі на каналі Немагія-лайф ведуть міні-шоу: чатрулетка, стріми з цікавими гостями та іншими блогерами, рецензії на фільми, блоги про різні явища і новини.

## Конфлікти

### Баста
Баста, почав «війну» проти кемеровських блогерів NEMAGIA у своєму твіттері. За «екстремальне» фото або відео з блогерами він пропонував заплатити 30 000 рублів. В одному з відео NEMAGIA представили мати репера в ролі американської порноакторки Фенікс Марі.

### Конфлікт з Тіньковим
На початку вересня Роскомнагляд за рішенням кемеровського суду вніс у реєстр заборонених сайтів відео «Немагії» з критикою підприємця і банкіра Олега Тінькова. У ньому блогери висунули ряд звинувачень, включаючи звинувачення у брехні, хамство, поганому ставленні до клієнтів, лестощів банкіру Михайлу Фрідману. Відео отримало понад 8 з половиною мільйонів переглядів. З приводу ролика відбувся суд, в якому блогерів звинуватили у наклепі, було також порушено кримінальну справу. Як повідомив Михайло Печерський, у його напарника Псковитина в Кемерові у вересні 2017 року пройшов обшук.
Олег Тіньков і «Тінькофф банк» підготували та подали заяву про відмову по всіх порушених справ до ютуберів каналу NEMAGIA.

На зустрічі Ради з прав людини цей конфлікт прокоментував Володимир Путін (з подачі Максима Шевченка):
|  | Там приватні справи якісь, опергрупи приїхали, правоохоронні органи обслуговують олігархів якихось. Треба з цим розібратися, оскільки я не знаю суті справи, подивимося обов'язково.Оригінальний текст (рос.) Там частные дела какие-то, опергруппы приехали, правоохранительные органы обслуживают олигархов каких-то. Надо с этим разобраться, я поскольку не знаю сути дела, посмотрим обязательно. |

## Бійки
У 2016 році Михайло Печерський переміг у боксерському поєдинку Сергія Симонова, який викликав NEMAGIA на бій і прилетів для цього зі столиці.

## Думки про проект

### Баста
|  | Ось є «Немагія», так, а є магія. Ми з ними зробимо магічний блог. Цікавий ми вирішили відеоблог зняти, про ваших ["Немагії"] батьків, про ваші сім'ї, візьмемо інтерв'ю у ваших, там, мам, тат, дівчат, братів, сестер. До них у гості приїдемо.Оригінальний текст (рос.) Вот есть «Немагия», да, а есть магия. Мы с ними сделаем магический блог. Интересный мы решили видеоблог снять, про ваших ["Немагии"] родителей, про ваши семьи, возьмём интервью у ваших, там, мам, пап, девушек, братьев, сестёр. В гости к ним приедем. |